# Bouchardatia
Bouchardatia é um género botânico pertencente à família Rutaceae.

## Espécies
1. ↑  «Bouchardatia — World Flora Online». www.worldfloraonline.org. Consultado em 19 de agosto de 2020